# Цивиљск
Цивиљск (рус. Цивильск) град је у Русији у Чувашији.

## Становништво
| 1939. | 1959. | 1970. | 1979. | 1989.  | 2002.  | 2010.  |
| ----- | ----- | ----- | ----- | ------ | ------ | ------ |
| 5.100 | 5.907 | 7.388 | 8.029 | 10.053 | 12.967 | 13.479 |